# 福州文庙
福州文庙（平話字：Hók-ciŭ Ùng-miêu）是位于中华人民共和国福建省福州市鼓楼区圣庙路的一座文庙，又称“先师庙”，俗称“圣人庙”（平話字：Séng-ìng-miêu）、“圣人殿”，现存建筑建于清末。1961年被福州市人民委员会公布为第一批市级文物保护单位；1996年被福建省人民政府公布为福建省文物保护单位，2006年被中华人民共和国国务院公布为第六批全国重点文物保护单位。

## 历史
福州文庙初为培育生徒的学宫，兼祀孔子，位于城西北。唐大历七年（772年），福建观察使李椅迁至现址。五代闽国时期，闽王王审知于921年将其改设为四门学，后来废止。到了北宋太平兴国中期，转运使杨克让开始将其作为孔庙。明洪武七年（1374年）建大成殿与明伦堂，永乐四年（1406年）以学厅为乡贤祠，成化十三年（1477年）大修庙学，凿泮池，并于池上修桥，弘治初年，改作棂星门，以石料代替木材，嘉靖十一年（1532年）称先师庙。清康熙十一年（1672年）大修庙学、棂星门。历史上文庙三次遭到火焚。咸丰元年（1851年）八月初三，福州文庙遭火灾被毁后，于是年十二月至次年六月重建为现今的文庙。抗战时期日军进占福州后，曾闯入文庙，在大殿操练。1949年，文庙被改为福州市大根第一中心小学，将两厢之走廊分隔成一间间教室。1950年代初学校搬至于山南麓。后来文庙又改建为红卫商场、少年宫等场所。21世纪初，少年宫搬出文庙，文物部门随之对文庙进行了修缮。

## 建筑
福州文庙现有建筑重修于1852年（清咸丰二年），占地7552平方米，建筑面积4000平方米，坐北朝南，按中轴线自南至北依次为外门埕、棂星门，泮池，仪门厅、大成殿，中轴线上的建筑依次为棂星门、仪门、大成殿；两侧则是廊庑、官厅、乡贤祠等。大成殿面阔七间，进深四间，重檐歇山顶，高19.6米，殿内四根石柱用材硕大，为文庙建筑所罕见，殿后檐间有“仰之弥高”匾额。

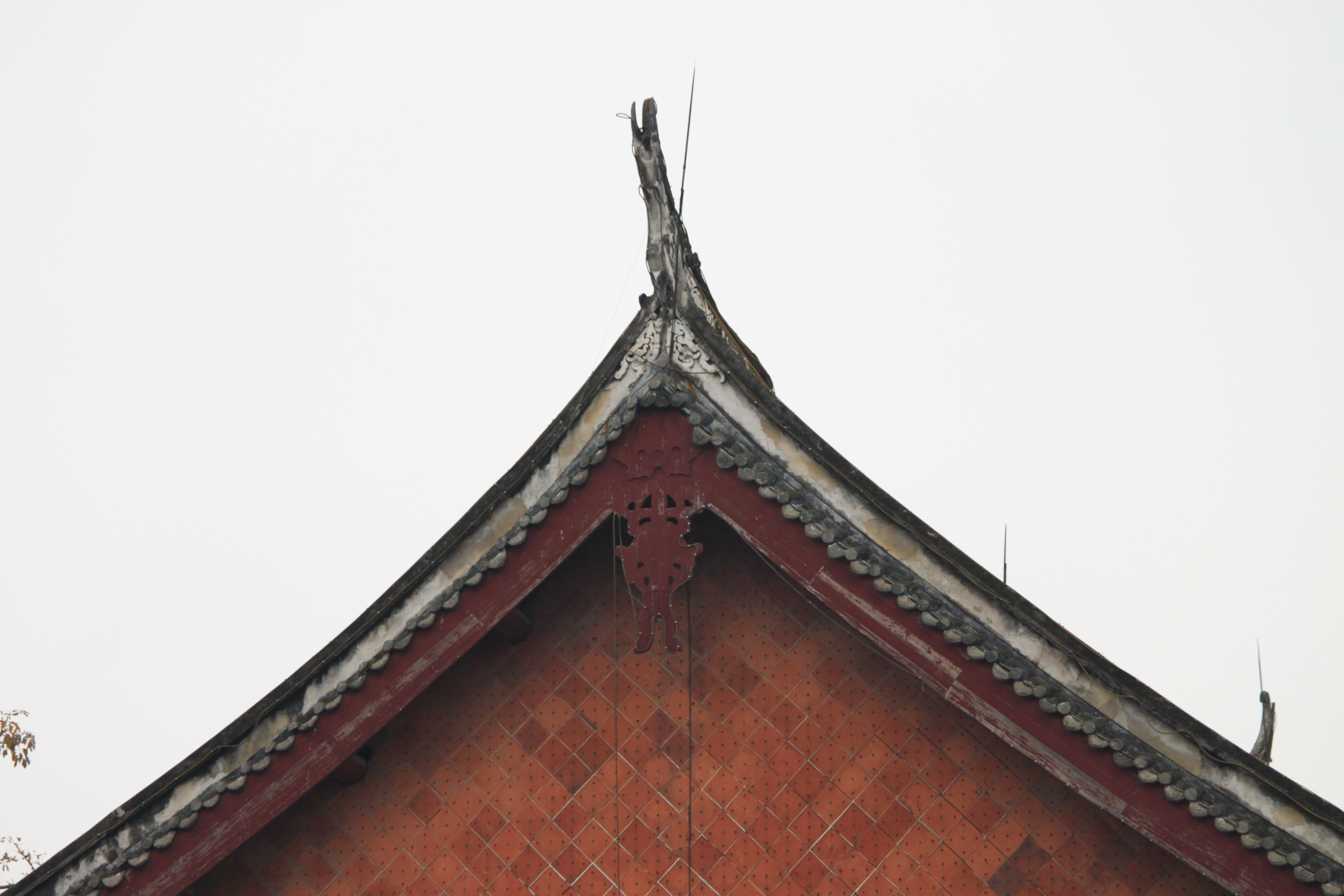
文庙顶部燕尾脊
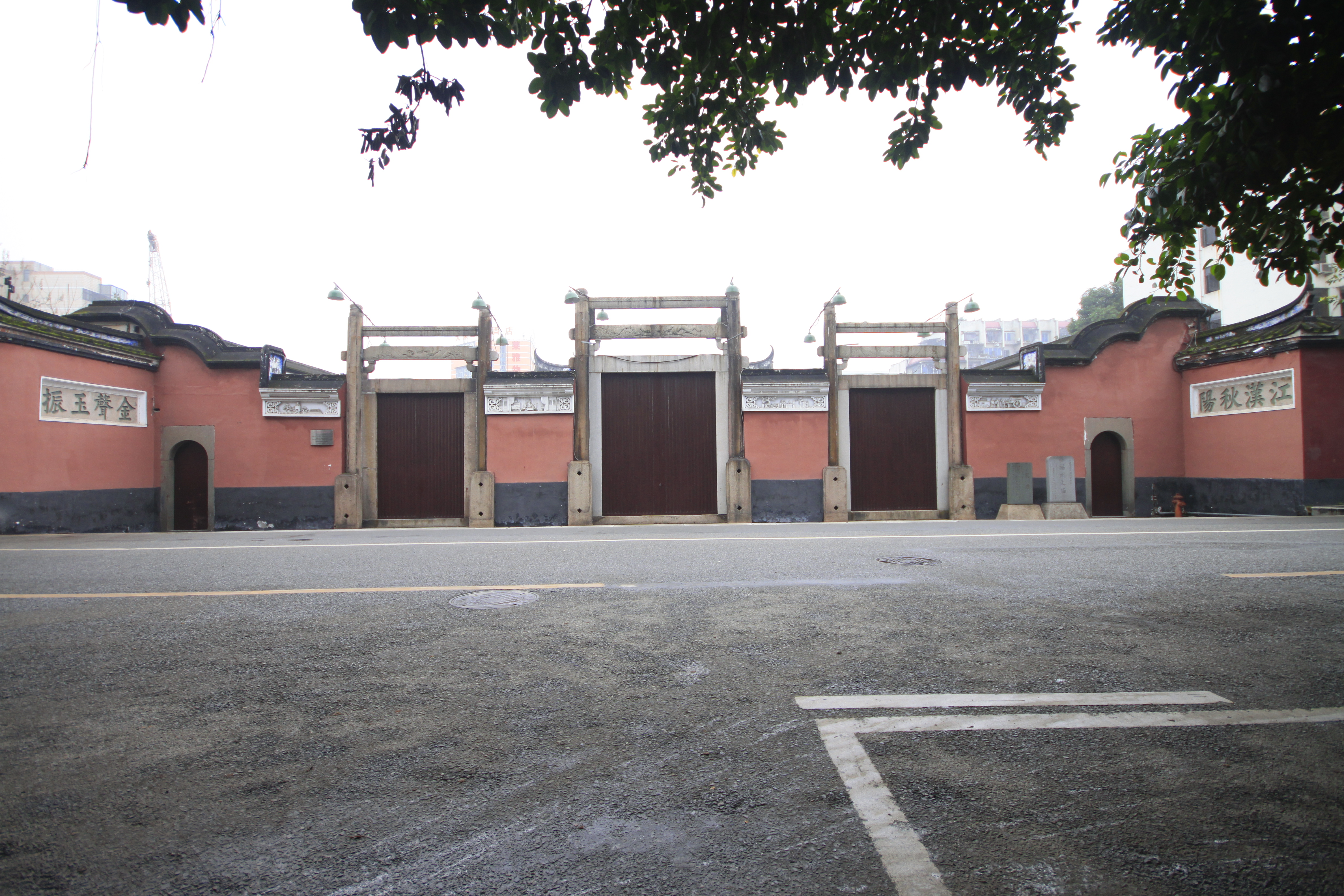
棂星门
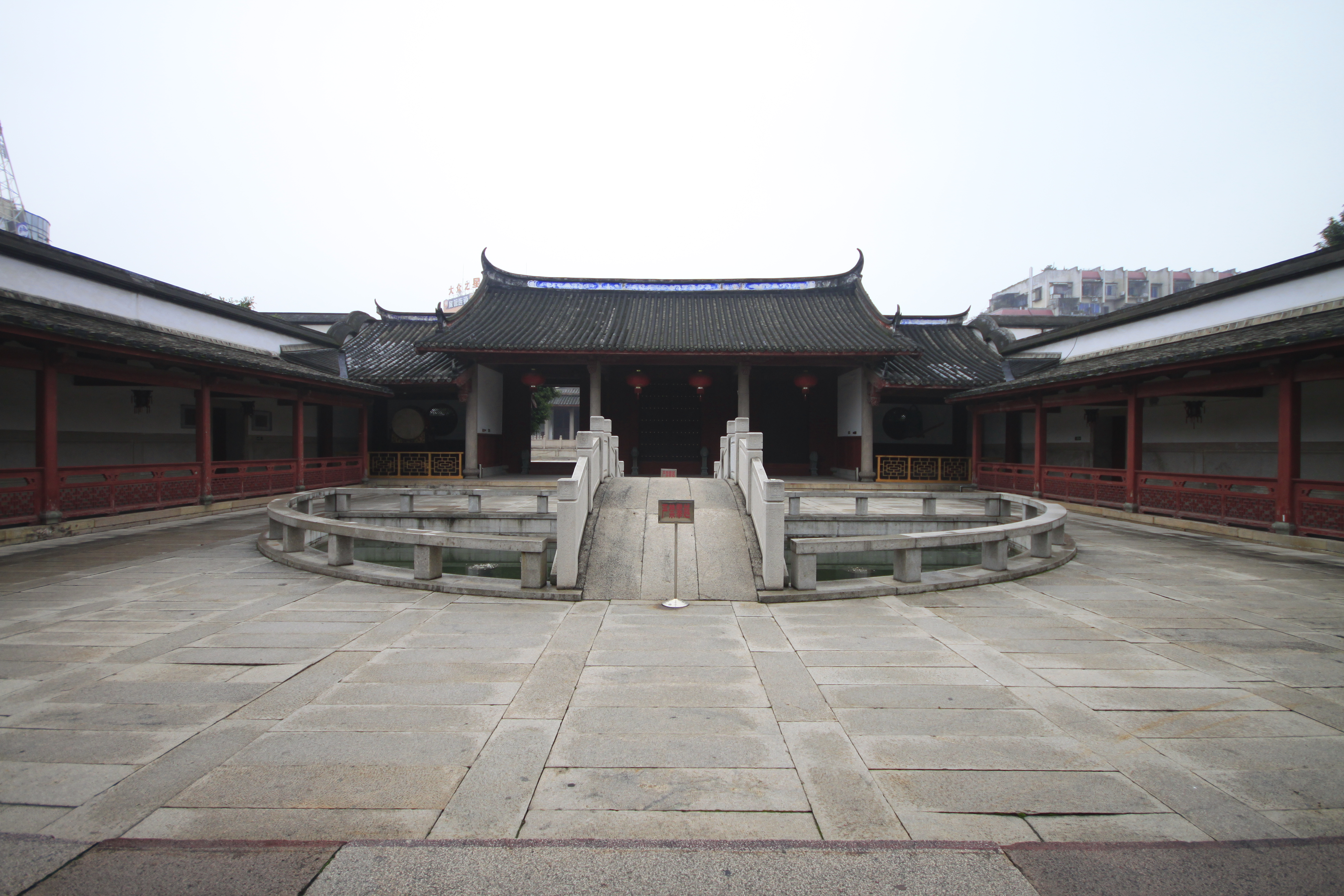
泮池和仪门
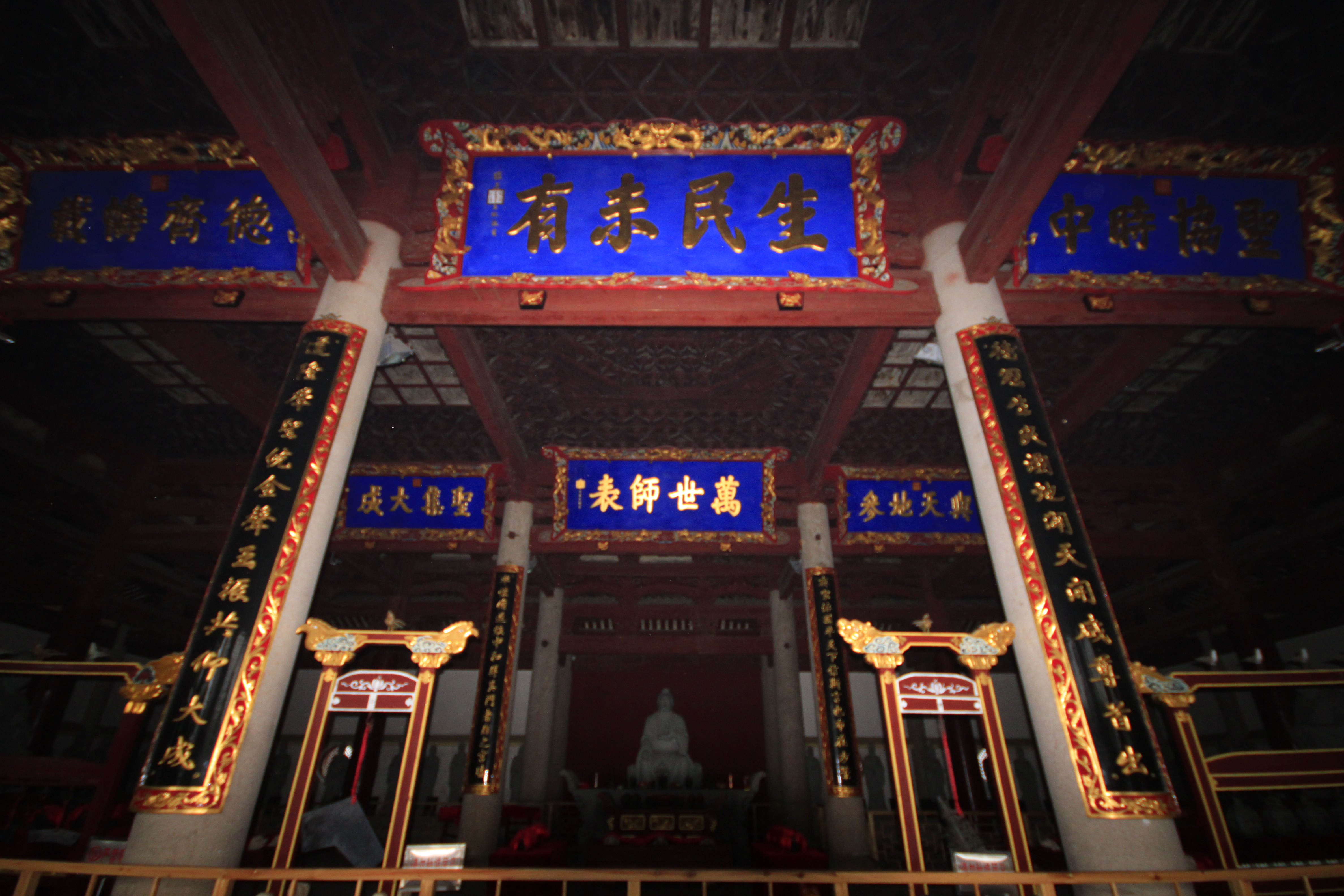
大成殿内部
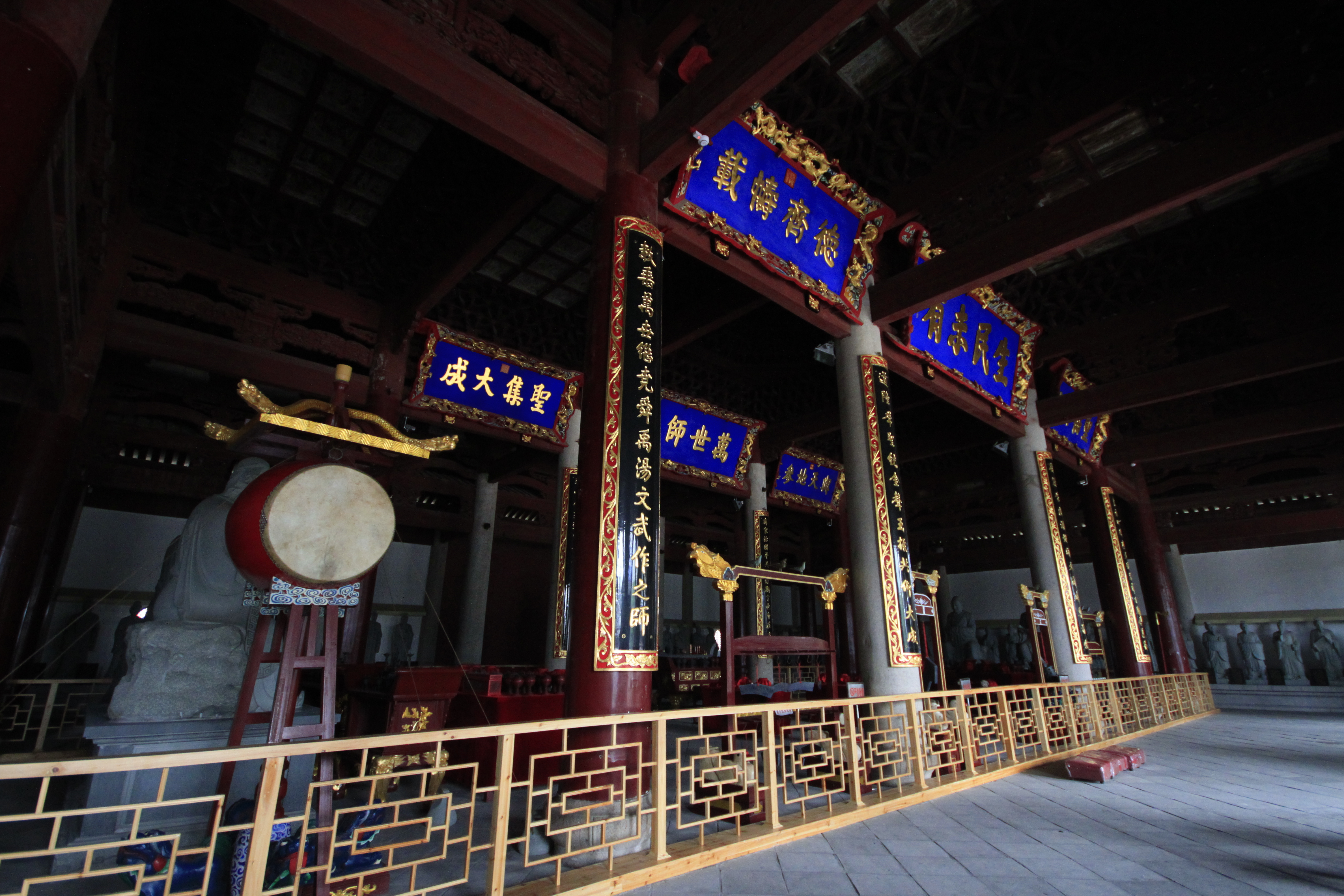
大成殿内部一侧
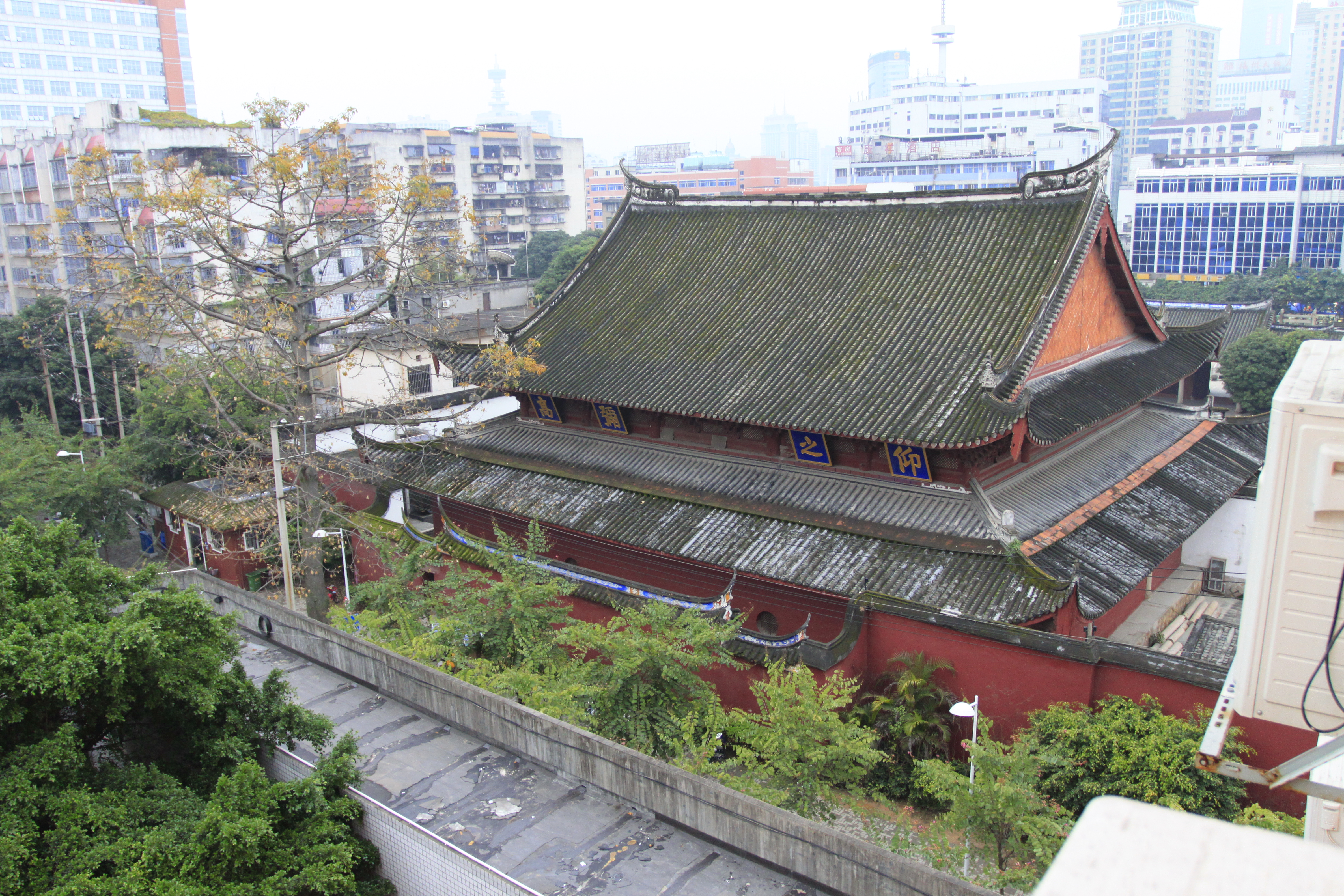
文庙后部